# Романцево (Пронинское сельское поселение)
Романцево — деревня в Весьегонском муниципальном округе Тверской области.

## География
Деревня находится в северо-восточной части Тверской области на расстоянии приблизительно 23 км на юг-юго-запад по прямой от районного центра города Весьегонск на правом берегу речки Кесьма.

## История
Известна с1646 года как монастырская деревня. Дворов 44 (1859 год), 40 (1889), 73 (1931), 30 (1963), 21 (1993), 15 (2008),. До 2017 года входила в состав Пронинского сельского поселения, с 2017 по 2019 год входила в состав Ивановского сельского поселения до упразднения последнего.

## Население
Численность населения: 238 человек (1859 год), 224 (1889), 254 (1931), 89 (1963), 42 (1993), 30 (русские 100 %) в 2002 году, 31 в 2010.